# Bianca Gascoigne
Bianca Gascoigne (Hertfordshire, Inglaterra; 28 de octubre de 1986) es una modelo y celebridad televisiva británica.

## Biografía
Nacida como Bianca Jade Kyle, Gascoigne es hija de la personalidad de televisión Sheryl Gascoigne  e hija adoptiva del exfutbolista Paul Gascoigne. Tiene un hermano Mason y un medio hermano, Regan Gascoigne.

## Carrera
En septiembre de 2006 apareció en la portada de Loaded y en enero del año siguiente apareció en la portada de Nuts. En agosto de 2008, Gascoigne apareció en la portada de Zoo Weekly. También ha aparecido en Maxim, FHM y numerosos periódicos sensacionalistas. Posó para dos calendarios en 2020 y 2021.
En 2006, Bianca ganó el reality show Love Island, que tuvo lugar en Fiyi.
En julio de 2008, compitió contra la modelo de glamour, Danielle Lloyd, en el programa de televisión Gladiators, un programa especial de celebridades, que ganó apoyando a una organización benéfica contra la violencia doméstica.
También presentó Big Brother's Big Mouth del 15 al 18 de julio de 2008.
En septiembre de 2023 se unió al elenco de The Only Way Is Essex.